# グレンダイザーU
『グレンダイザーU』（グレンダイザーユー）は、GAINA制作による日本のテレビアニメ作品。2024年7月から9月までテレビ東京ほかにて放送された。
1975年から1977年にかけて放送された永井豪原作によるテレビアニメ『UFOロボ グレンダイザー』のリブート作となる。敵陣営のキャラクターの名前や設定は、本作の原典『UFOロボ グレンダイザー』と、そのパイロット版の映画『宇宙円盤大戦争』から多く引用されている。なお、タイトルである『グレンダイザーU』の「U」の意味は最終話時点でも不明である。
なお、監督の久藤瞬、脚本の樋口達人、メカニカルデザインの阿久津潤一、総作画監督の小野早香、編集の坂本久美子、制作統括の古里尚丈はいずれも、本作の総監督・福田己津央がクリエイティブプロデューサーを務めたテレビアニメ『クロスアンジュ 天使と竜の輪舞』のスタッフである。

## 製作
永井豪作品のライセンス管理を行なうダイナミック企画は2022年に、サウジアラビアを拠点とするクリエイティブ・コンテンツのリーディング・カンパニー、マンガプロダクションとパートナーシップを結び、中東全域の娯楽施設や都市での使用を目的とした『グレンダイザー』シリーズの商品およびキャラクターのライセンスを同社に供与した。
永井豪原作のNetflix独占配信アニメ『DEVILMAN crybaby』の脚本を手がけた大河内一楼が、ダイナミック企画の永井一巨からオファーを受ける形で『グレンダイザーU』のシリーズ構成に参加。その時点で総監督に福田己津央、キャラクターデザインに貞本義行が決まっていた。福田は『UFOロボ グレンダイザー』への愛が強く、一方の貞本は『マジンガーZ』のファンであり、本作のシナリオ会議に入る前から貞本はストーリーボードやイメージイラストを多く提出した。原作者の永井豪によると、『UFOロボ グレンダイザー』のリブート企画自体は何年も前から存在し、何本かパイロットフィルムが作られたが、何かしら足りなかったピースを埋めてくれたのが、福田が提案したプロットだったという。
監督の久藤瞬は、以前『クロスアンジュ』で組んでいた福田からの誘いで本作に参加。メカデザインの稲田航は、原作の『UFOロボ グレンダイザー』を全く知らなかったため、渡された資料と旧作の本編を視聴してから着手した。稲田は「グレンダイザーが持つシンプルでスタイリッシュな部分をスポイルすることなく、現代でも通用するような魅力的なデザインを目指した」と語っている。
これまでロボットアニメの仕事をしたことがなかった音響監督の長崎行男は、いつかロボット物の作品に参加したいと思っていた矢先に本作の話が来たという。また、音楽を田中公平が担当すると聞いて長崎は大変喜んだ。その田中は総監督の福田から依頼を受け、台本を全て読んだ上で、このところ途絶えて久しかった正統派ロボットアニメの息吹を感じて参加した。前作の菊池俊輔の音楽をどう採り入れて作品に活かすかを考えていた田中に、福田は「（劇伴は）新しく１からやって欲しい」とオーダー。そこで田中は菊池の音楽を全く意識しないで作曲にあたった。田中は音響監督の長崎から提出された音楽メニューに応じた楽曲を用意しつつ、福田からは「ギリシア悲劇を想定したものにして欲しい」と注文された。
数多くのアニメ作品に楽曲を提供してきたロックバンドGLAYには、福田が主題歌を依頼。同バンドのギタリストHISASHIによると、楽曲制作に入る前のリモート会議で福田から、「内容に寄せるも寄せないも、GLAYのやり方で自由に作っていいよと言われた」という。作詞・作曲を担当したHISASHIは「会心ノ一撃」というフレーズを最初に思いつき、アニメでは使用されない主題歌2番のAメロには少し攻めた言葉を使おう、日本の音楽として海外に出して恥ずかしくないものにしようと考えながら取り組み、「GLAY半分、アニソン半分みたいな感じで、ちょうどいいバランスをブレンドしたかった」と語っている。
2023年8月5日に秋葉原で開催されたイベント『アキバ大好き! フェスティバル2023』の会場で、『グレンダイザーU』の公式ティーザーが初披露された。永井豪、永井一巨、福田己津央、貞本義行、大河内一楼らと共に登壇したマンガプロダクションCEOのイサム・ブカーリは、「豊かな歴史と活気あるファン層を持つグレンダイザーを配信できることを誇りに思います。ダイナミック企画と緊密に協力し、長年のファンだけでなく、新しい世代の視聴者にも『グレンダイザーU』を届けることを目指します」とコメント。同社が様々なプラットフォームの配給を担当することが発表された。
福田は2023年12月10日の制作発表会見の場で、本作の演出や出演者の演技は、『UFOロボ グレンダイザー』を尊重しつつ新しい作品として届けられるよう、試行錯誤を重ねたと発言。様々な作品に登場する兜 甲児のキャラクターデザインは苦労しながらも、永井豪の漫画に一番近い形に落ち着いたという。また福田は、永井との対談の中で「（目指しているのは）『宇宙円盤大戦争』と『UFOロボ グレンダイザー』両方のいいとこ取りです。このふたつは基本的なベースは同じ作品だと考え、その上で面白い要素はすべて盛り込もうと考えています」と話している。
「『宇宙円盤大戦争』の要素を入れたいので、そのヒロインであるテロンナは出したい。でも『グレンダイザー』には（『宇宙円盤～』のリメイクである）ルビーナの回があるので、2人を双子の姫にして三角関係にしたい」というアイデアは福田から出されたもの。両方とも大人しい双子キャラクターでは見せ方が難しいと考えた大河内は、姉のテロンナを戦いにコミットする性格づけにした。一方の主人公デューク・フリードは、「今やることの意義、現代の王子像を考えるとマッチョには描けない」という貞本の発言と、「東映アニメ版に寄せようというアプローチもあったが、シナリオが固まり、本作にふさわしい形を模索して行く中で今のデュークの姿になった」という柏木豊プロデューサーの証言が裏付けるように、原典の『グレンダイザー』に比べてナイーブな青年に描かれている。
デューク・フリードの両親を殺したカサドは、貞本が「『ゲーム・オブ・スローンズ』のラムジー・ボルトンみたいなサディスティックなキャラクターを出したい」と言って描いたキャラ案を大河内が採用した。柏木プロデューサーの談話では、単なる残虐な敵として第3話で死なせる予定だったが、制作中にキャラが成長した結果、終盤まで出演し、最後も生死不明の形になった。辺境の星出身のサディスティックなキャラであることから「サド王子」という仮名で呼ばれていたものが、正式名称を付ける時に1文字を足して「カサド」になったという。

## あらすじ
宇宙から飛来し、地球に墜落した未確認物体を光子力研究所の宇門源蔵博士が捕捉。研究所所長弓教授の一人娘弓 さやかは、リヤドの砂漠で気を失っている青年を保護する。その3カ月後、過去の記憶を失っている青年は兜財団の庇護のもと、宇門大介という名を与えられて牧場で生活していた。兜財団の代表者で光子力研究所に所属する兜 甲児と友情を築いた大介は、甲児が操縦する巨大ロボットマジンガーZを見てフラッシュバックを起こし、自分が何者かを思い出す。大介の正体は異星人デューク・フリードだったのだ。故郷のフリード星で我を忘れて破壊活動を起こし、危険な大型兵器グレンダイザーを太陽に廃棄するため逃亡してきたと甲児に明かす。その時、地球に攻めてきたベガ星連合軍に対抗すべく、大介はデューク・フリードの姿に戻り、グレンダイザーの圧倒的な力で敵を退ける。
小笠原諸島に浮かぶ逢神島（おうがみじま）で大介は、フリード星で犯した自分の罪と、誤って婚約者のルビーナを死なせた過去を甲児に話した。乱心した王子の汚名を着たまま、大介はベガ星連合軍が送り込む円盤獣と戦い続け、利用されて死んだ幼馴染のナイーダからルビーナが生きていることを知らされる。そんなある日、敵の追撃を逃れて大介の妹マリアが地球に来る。一方、ベガ星騎士団の女騎士テロンナも、妹ルビーナの婚約者だった大罪人デューク・フリードを追って地球へやってくる。だがデュークと邂逅したテロンナの胸に去来するのは、かつて自分が愛した頃と変わらぬ優しい彼の面影だった。
逢神島の巫女・牧葉ヒカルの協力を得て、島の地底湖から“星を護る力”を持つ2機のスペイザーを得た頃、ルビーナはデュークの真意を確かめようと秘密裡に会いに来た。敵側の女性と接触した大介を弓教授は監禁するが、光子力研究所が敵の襲撃を受けた際に宇門博士は大介を開放し、グレンダイザーで出撃させる。デュークに憎しみを燃やすカサドは、戦闘中に逢神島に不時着したデュークとテロンナを亡き者にしようとするが、憎悪の念に捕らわれたカサドに失望したヒカルは彼の肉体を一撃で消滅させる。カサドの死を目の当たりにして無力感に涙するデュークを、ルビーナは優しく抱きしめた。デュークへの愛が再燃していたテロンナは、抱き合う2人を見て悲し気な表情を浮かべる。
ベガ星の地球侵攻を憂いたルビーナは、デュークへ届けるようにと側近の少年兵アインスに手紙を預けるが、テロンナに見つかり没収されてしまう。その手紙にはデュークに向けた恋心と、この戦争を終わらせるべく、フリード王家とベガ王家の血筋をひとつにする契りを交わしたいと綴られていた。妹のためにデュークへの想いを封じていたテロンナは、その妹が彼との交合を願っていることを知り、激しい嫉妬に苛まれる。その頃、ベガ星連合軍の攻撃でドイツの首都ベルリンが消滅。地球人の怒りの矛先は異星人デューク・フリードに向けられた。敵の前線基地を叩くべきだと怒る甲児に、ヒカルはマジンガーに3機のスペイザーをドッキングさせて宇宙へ行く提案をする。
テロンナはアインスに手紙を返却し、デュークに届けさせる。指定された逢神島の丘に向かうデュークを待っていたのは、白いドレスにベールを纏った美しいルビーナだった。婚姻の誓いを口にしたルビーナは裸になり、感極まってデュークに抱きつく。激しく交じり合った両者のDNAは双方の体内に流れ込み、王族間の血の結合が行なわれた証が、性交を終えた2人の手に紋章となって現われた。するとルビーナのブロンドの髪は深紅に変わり、裸身はパイロットスーツに包まれて行く。ルビーナに化けていたテロンナは、婚約者の姉と姦通を犯したデューク・フリードの不貞を責め、妹に2度と近づくなと言いながら涙を流す。
テロンナの手の甲の紋章を見たルビーナは全てを察してショックを受ける。が、姉がデュークを想い続けていたことを知るルビーナは、そんな行動を取るほど彼女を追い詰めていた自分に責任を感じる。甲児のマジンガーは3機のスペイザーがドッキングしたコズモスペシャルをブースターとして、グレンダイザーと共にベガスター攻略に向かった。デュークは自分を呼ぶ声に応じ、月面基地のルビーナ、テロンナと対面して互いの本音で会話をするが、ルビーナはブラッキーの発砲からデュークをかばって致命傷を負う。瀕死のルビーナを前にテロンナは、自分の心のままに「デューク・フリードを愛している」と初めて本心を口にし、その言葉を聞いたルビーナは安堵の中で永遠の眠りにつくのだった。
ルビーナの死に直面したデュークの乗るグレンダイザーは暴走、その圧倒的な力でベガ星連合軍を一蹴する。暴走を続けるグレンダイザーは地球をも破壊しかけるが、デュークを止めようと甲児たちは奮戦、テロンナの乗るアクアダイザーも加勢し、ようやくグレンダイザーは止まる。そこに、多くの将兵を殺され復讐に燃えるガンダルが要塞ベガスターを地球への落下コースに乗せる。グレンダイザーとマジンガーXがこれを迎え撃ち、ベガスターは大気圏外で爆散する。

戦いが終わり、デュークは地球で生きていくことを決意する。テロンナにも地球で暮らすことを勧めるが、自分にはその資格は無いと去っていくのだった。

## 登場人物

### 主要人物
デューク・フリード / 宇門 大介（うもん だいすけ）
声 - 入野自由、藤原夏海（幼少期）
本作の主人公。ベガ星雲にある惑星フリードを追われたフリード王家の王子であり、巨大ロボットグレンダイザーの搭乗資格を持つスターカー。地球の砂漠へグレンダイザーと共に逃げ延びた際、記憶を失った状態で甲児に拾われて「宇門大介」の名を得る。
スターカーの資格を持つ青年カサドに両親を殺された激昂から、制御不能に陥ったグレンダイザーの暴走で大量殺戮を犯したため、ベガ星から惑星大罪人として追われている。異邦人の自分を受け入れてくれた地球人の優しさと温かさに感謝し、地球を第二の故郷と思っている。ベガ星の王女ルビーナとは相思相愛で婚約者の立場であったが、彼女の姉テロンナからも秘かに想いを寄せられており、奇妙な三角関係に陥っている。
シリーズ構成の大河内は、福田からのオーダーで本作のデューク・フリードの立ち位置を、精神的な試練に襲われる”悩めるキャラクター”と捉え、貞本が描いたマッチョではない初期稿デザインを念頭に置きながらキャラクター作りをしたとのこと。
兜 甲児（かぶと こうじ）
声 - 下野紘
祖父の兜十蔵が遺したマジンガーZを駆り、武装勢力HELL（ヘル）から人々を守ってきた英雄。同じく十蔵が遺した光子力の特許で設立された兜財団の長でもあり、光子力研究所以外にもマジンガーZを整備できるほどの拠点を持っている。オートバイを借り受けた民間人に、新車2台が買える額面の小切手をその場で切るほどの大富豪。大介が異星人であることを知っても動じず、良き友人であり続けようとする。ベガ星連合軍との初戦で愛機マジンガーZは大破するが、研究所スタッフの改修作業と大介が提供したテクノロジーで、パワーアップしたマジンガーXに生まれ変わった。
『UFOロボ グレンダイザー』では専用の小型円盤TFO（ティーフォー）に乗っていたが、本作では終始マジンガーZの操縦者になっている。この設定に関して大河内は、毎回TFOで出撃しては敵に負けていた甲児に悔しさを感じ、「自分で脚本を書くとなった時に、マジンガーＺに乗っていた時代をなかったことにしたくなかった」と明かし、福田も「原作で軽い扱いだった甲児を何とかしたかった」と語っている。

### 光子力研究所
弓 さやか（ゆみ さやか）
声 - 上坂すみれ
光子力研究所の所長・弓 弦之助の一人娘。本作でも兜 甲児の良きパートナーであり、記憶を失くした大介の第一発見者。『マジンガーZ』の時のような女性型ロボットに搭乗することはないが、ダブルスペイザーの専属パイロットとして前線で活躍する。マリアとの仲も良い。父の弓教授も含め、原典の『UFOロボ グレンダイザー』には登場しない。
牧葉 ヒカル（まきば ヒカル）
声 - 東山奈央
離れ小島の逢神島（おうがみじま）に住み、自らを「グレンダイザーの巫女」と名乗っている。初対面の大介に良い人か悪い人かを訊ね、善き人であれば結婚し、悪い人なら殺すと話す神秘的な言動をする。「巫女が“稀人（マレビト）”を見定める」という伝説に従って、島を離れて大介に会いに来た。身の回りにバリアを張ったり宙に浮く、反重力ストームを放つなど、人間離れした超能力を発揮する。
『UFOロボ グレンダイザー』から同姓同名で登場するキャラクターの中で、原典からもっとも大きく風貌と役割が変更されている。東映アニメ版の牧葉ひかるに物語上の大きな役割がなかったと考える大河内は「今回はデュークの重要なパートナーとして作ったつもりで、大きな運命や世界の秘密を一緒に背負うかもしれないキャラ」として描いたと語る。
グレース・マリア・フリード
声 - 田中美海
デューク・フリードの妹でフリード星の第一王女。ベガ星連合軍の先兵がフリード星の寄宿学校に迫った時、修道院を抜け出し、強奪した円盤獣を操縦して地球へ逃げてきた。未来視のような予知能力を持つ、活発な性格の14歳。兄と共にベガ星連合軍と戦う。旧作より性格が幼く、甲児との関係は友人レベルで留まっている。ドリルスペイザーの専属パイロットとなり、グレンダイザーの戦闘をサポート。
弓 弦之助（ゆみ げんのすけ）
声 - 速水奨
富士山麓にある光子力研究所の代表者。弓 さやかの父親であり、甲児の祖父・兜十蔵博士の一番弟子。慎重な性格であるが故、いつ地球を裏切るかも分からない異星人デュークを信じ切れていない。甲児とさやかを監視につけた挙句、敵陣の女性と密会した大介を監禁する。研究所が敵に制圧された時は、危険を冒して甲児を送り出し重傷を負った。
宇門 源蔵（うもん げんぞう）
声 - 桐本拓哉
光子力研究所の副所長。宇宙科学を研究していることから、初対面の大介に「地球外生命体とのファーストコンタクトだ！」と感激する。地球で身寄りのないデュークを気に入り、彼の保護者となって迎え入れる。敵と通じている疑いをかけられた大介が監禁された際は、弓教授を説得しようとした。
林（はやし）
声 - 高橋伸也
光子力研究所の男性所員。異星人である大介の存在を内閣に秘匿してもらった宇門源蔵に向かって「ウチで預かって大丈夫なんですか？」と心配を漏らした。
山田（やまだ）
声 - 杉山里穂
光子力研究所の女性所員。眼鏡をかけたクールな雰囲気。
佐伯（さえき）
声 - 近藤浩徳
光子力研究所の男性所員。
大井（おおい）
声 - 徳井青空
光子力研究所の女性所員。林、山田、佐伯ともども、『UFOロボ グレンダイザー』で宇宙科学研究所に勤務する所員の名前と同一。

### ベガ星連合軍
テロンナ・アクア・ベガ
声 - 戸松遥
水を司るスターカー騎士団に所属する深紅の髪の女戦士。ルビーナの双子の姉にして、巨大ロボット・アクアダイザーの搭乗者。“白銀のテロンナ”の２つ名を持ち、雪の結晶を模した連合軍旗艦テロンバーンに乗っている。剣の腕を競い合う親友デュークを秘かに愛していたが、彼と相思相愛の妹のために身を引いて騎士の道を歩んだ。しかしルビーナに変身して、デュークにペンダントをプレゼントした過去がある。惑星大罪人として追っていたデュークが、昔と変わらぬ人柄だったことで秘めていた愛情は再燃。デュークと契りを交わしたいと綴った妹の手紙を盗み読みし、ルビーナの姿になってデュークと性交を完遂してしまう。
映画『宇宙円盤大戦争』で、デューク・フリードと敵対しながらも彼を愛し続けた悲劇のヒロイン、王女テロンナがモデル。ただし同キャラクターの容姿は、本作に登場するルビーナの方に活かされている。
ルビーナ・ベリル・ベガ
声 - 戸松遥
ベガ星の王女にして、連合軍の戦術主席参謀を務める。テロンナの双子の妹で、フリード星で事件を起こす前のデューク・フリードの婚約者。苛烈な生き方を選んだ姉と違い、たおやかな口調と性格だが、デュークへの愛を貫こうとする強い意志を持つ。頭髪はブロンド。フリード王国と血縁関係を結ぶことでベガ星の地球侵攻を止めようと考え、デュークに双方合意の契りを交わそうと提案するが、それを記した手紙を姉に取り上げられた。姉が妹に変装して、愛する男と情交する展開は「双子で三角関係という前提でドラマチックにするなら、やはり入れ替わりだろう」という、大河内の当初からの案。
『UFOロボ グレンダイザー』の第72話に登場したルビーナがモデル。第72話自体が『宇宙円盤大戦争』のテレビ用リメイクなので、もともとテロンナを原型としたキャラクターである。
カサド・ゼオラ・ホワイター
声 - 内田雄馬
デューク・フリードの留守を狙って惑星フリードの王宮で騒ぎを起こした青年。グレンダイザーの操縦資格を持つスターカーで、ベガ星連合軍と手を組み、国王と王妃の殺害や王宮の破壊をデュークになすりつけた。目的の為なら手段を選ばない卑劣漢で、辺境の星出身であることにコンプレックスを抱き、デュークに激しいライバル心を抱いている。右目は通信機にもなる義眼。風を司るスターカー騎士団の巨大ロボット・ゼオラダイザーでグレンダイザーと交戦するが、デュークとの対話に応じることなく最後まで改心しなかった。一時はマリンスペイザーに搭乗するものの、“善き人”にならなかったことに失望したヒカルの超能力により、その肉体は地上から消滅する。本作のオリジナルキャラクターだが、ラストネームは『UFOロボ グレンダイザー』の第24話に登場した、デュークの両親を殺したベガ星人ホワイター少尉から取っている。
ナイーダ・バロン
声 - 佐倉綾音
フリード星の王家に代々仕えていたバロン家の長女。かつてはルビーナの筆頭侍女を務めていたが、カサドの侍女となってからは酷い扱いを受けている。髪は緑色で血液は紫色。デュークの幼馴染でもあり、彼を「デューク様」と慕っている。
ガンダル司令に洗脳され、デュークの命を狙う刺客に仕立てられるが、正気を取り戻してから宇宙船で円盤獣を道連れに自爆。死の間際に、ルビーナが生きていることをデュークに告げる。『UFOロボ グレンダイザー』の第25話に登場した同名キャラクターがモデル。
シリウス・バロン
声 - 梶原岳人
ナイーダの弟で、姉ともどもフリード星でデュークと家族のように交流していたが、暴走したグレンダイザーに踏みつぶされて死亡している。姉のデュークへの想いを知っていた。ナイーダ同様に『UFOロボ グレンダイザー』第25話に登場した同名キャラクターがモデル。
アインス
声 - 小市眞琴
フリード星出身のベガ星連合軍の少年兵。ルビーナの監視役と側近を兼ねて彼女の傍にいる。フリード星人の自分を拾って優しく接してくれるルビーナに感謝し、役に立ちたい一心で、彼女がデュークへ充てた手紙を届けるべく地球に向かう。初めて会ったフリード星の王子の人柄に触れ、悪人に見えないと感じた。『UFOロボ グレンダイザー』第59話に登場したベガ星親衛隊の少年兵と同名。
ガンダル
声 - 子安武人
ベガ星連合軍第七攻撃隊司令。ベガ星連合の恐星府ヤーバンからデューク・フリード捜索の命を受け、グレンダイザーを奪還すべく地球へ侵攻する。月の裏側に潜む要塞ベガスターにいる冷酷な男。顔面が中央から開き、身体と人格を共有するレディガンダルが現われる。
レディガンダル
声 - 渡辺明乃
ガンダル司令の顔を割って現れる紅い髪の女。ガンダルと身体を共有している別人格だが、互いに仲が悪い。
ブラッキー
声 - 高木渉
ベガ星連合軍第七攻撃隊ベガスター師団攻撃隊長。ガンダルの部下。一時は部隊を率いて光子力研究所を制圧したが、円盤に乗って研究所を離れる失態を犯した。旧作より小物臭いが既婚者で、身に着けている赤いマントは妻の手縫いとのこと。
ズリル
声 - 関智一
ベガ星連合軍の科学長官。母星からの勅命を受けてベガスターに着任した若きエリート。ガンダルの作戦には無駄が多いと断じ、それらを最適化する使命を帯びている。『UFOロボ グレンダイザー』の第28話から登場するズリル長官がモデル。
コマンダー・マリーネ
声 - 椎名へきる
ズリルの側近としてベガスターに着任した女性秘書。『UFOロボ グレンダイザー』第32話に登場したマリーネがモデル。
コマンダー・シュラ
声 - 村瀬歩
ズリル配下の、ベガ星連合軍の諜報部員。光子力研究所の牢に監禁されているカサドを救出に来た。身体をスライム状に変えたり、別の人物の姿に変化する能力を持つ。『UFOロボ グレンダイザー』第70話に登場する、変身能力を持つベガ星人シュラがモデル。
ベガ大王
声 - 佐々木望
ベガ星連合軍の最高指導者。ベガ星連合を建国した人物で、何千年も人前に姿を現したことがない。ベガ星人の寿命は地球人のそれと大差ないと言われているため、大王は実体のない象徴的な存在として扱われていたが、カサドにグレンダイザーの奪還を命じていた。カサドによればグレンダイザーの必要性は最優先事項でありこの全宇宙の命に優先すると話しており、その姿は赤いオーラに包まれているため細部は判別できない。『UFOロボ グレンダイザー』ではルビーナの父親だったが、本作におけるルビーナとテロンナの父である現在のベガ王とは別人と思われる。

## 登場兵器

### グレンダイザー
グレンダイザー
フリード星の守護神として崇拝されてきたロボットだが、フリード星の科学力で作られたものではない。GN因子という特別な因子を持ち、訓練を受けたスターカーと呼ばれる適合者にしか操縦できず、それ以外の者が搭乗しようとすると自動防御機能による攻撃を行なう。パイロットの強い憎しみや怒りの念に反応し、暴走して周囲の者すべてを攻撃する。暴走状態の防御面ではベガ獣キングゴリを飲み込み消失させる光の渦を発生させ、超ベガ曲射砲のビームをも吸収する。
両腕の前腕部を射出して敵を粉砕するスクリュークラッシャーパンチ、手の甲から発射するハンドビーム、胸部から虹色の反重力光線を放って対象物を吹き飛ばす反重力ストーム、両肩に装備した三日月状の鎌(ハーケン)を発射するショルダーブーメラン、頭部の左右の角から発生させた超高圧エネルギーを敵に放出する必殺技スペースサンダーなどの能力を持つ。敵との接近戦には、両肩に装備した三日月状の鎌を1本の柄で繋ぎ合わせたダブルハーケンを武器とする。

### スペイザー
スペイザー
グレンダイザー専用のサポート円盤。グレンダイザーを内部に収納（合体）した状態で恒星間航行と大気圏突入が可能。デューク・フリードを乗せたまま操縦席がグレンダイザー頭部のコクピットへ移動する「シュート・イン」を経て、「ダイザー・ゴー！」のかけ声と共にロボット本体が射出（分離）される。スペイザー本体の武装としてはスピンソーサーがある。
逢神島遺跡のスペイザー
日本の絶海の孤島・逢神島にある超古代遺跡で発見された3機のスペイザー。それぞれ単独でグレンダイザーと合体可能。合体はコンビネーション・クロスと呼ばれる。
3機のスペイザーをドッキングさせたコズモスペシャルは大気圏突破と宇宙航行が可能。コズモスペシャルの名称は『UFOロボ グレンダイザー』第74話に登場した3機連結型の宇宙用スペイザーより。
ダブルスペイザー
星を護る力「スペイザー」の1機で、空を司る。さやかが搭乗。武装はサイクロンビーム、ダブルカッター
ドリルスペイザー
星を護る力「スペイザー」の1機で、陸を司る。マリアが搭乗。ドリルで地中を掘り進む事ができる。武装はスパークボンバー、ドリル
マリンスペイザー
星を護る力「スペイザー」の1機で、海を司る。一時期のみカサドが仮面を付けて搭乗し、後にヒカルが搭乗する。武装はマリンカッター、マリンミサイル

### マジンガー
マジンガーZ
十蔵が開発した光子力エネルギーで動くスーパーロボット。ジェットスクランダーと合体すると飛行できる。
なお、デザインはアニメ版『マジンガーZ』やその続編『グレートマジンガー』のものではなく、永井豪の漫画版に準拠している。
ホバーパイルダー
マジンガーZの頭部に合体（パイルダーオン）することで操縦席となる小型戦闘機。機体色は東映アニメ版（赤）と異なり、永井の漫画版に準拠した白となっている。
マジンガーX
ベガ軍との戦いで大破したマジンガーZをグレンダイザーや円盤獣から解析した技術で強化改造した、新たなマジンガー。外見は東映アニメ版のマジンガーZに近い。初出撃時はまだ完成直前であり、マジンガーZの10倍を誇る出力の30パーセントしか発揮できなかったが、それでも円盤獣コアコアを圧倒した。X型の2対の翼を持つスクランダー改と合体し、飛行可能となる。
ジェットパイルダー
マジンガーXの操縦席となる赤い小型戦闘機。機体の形状は東映アニメ版と異なり、機首部分が鋭角となっており、マジンガーXの頭部に合体する際には機首部分が額から露出する。

### ベガ星連合軍の兵器
アクアダイザー
水を司るスターカー騎士団搭乗機。テロンナが搭乗。
アクアスペイザー
アクアダイザー専用のサポート円盤。
ゼオラダイザー
風を司るスターカー騎士団搭乗機。カサドが搭乗するも、グレンダイザーによって破壊された。
ゼオラスペイザー
ゼオラダイザー専用のサポート円盤。
ミニフォー
ベガ星連合軍の攻撃用の小型戦闘円盤。
円盤獣ギルギル
戦闘攻撃型闘円盤。マジンガーZと交戦した円盤獣。光子力ビームを弾くバリアーを展開するなどマジンガーを圧倒するが、零距離からのブレストファイアーにより撃破される。『UFOロボ グレンダイザー』第1話に登場する円盤獣と同名。
円盤獣ギンギン
汎用人型円盤獣。『UFOロボ グレンダイザー』第7話に登場する円盤獣と同名。
円盤獣ゴルゴル
双頭型円盤獣。『UFOロボ グレンダイザー』第4話に登場する円盤獣と同名。
円盤獣ドムドム
強襲揚陸型円盤獣。原典より大型化。主にミニフォーの母艦として登場。『UFOロボ グレンダイザー』第5話に登場する円盤獣と同名。
円盤獣ゴダゴダ
二軸破砕型円盤獣。『UFOロボ グレンダイザー』第30話に登場する円盤獣と同名。
円盤獣ダリダリ
高速戦闘支援型円盤獣。師団が必要とする物資やエネルギーといった補給物資を搭載する他、太陽表面からベガスターへ超ベガ曲射砲のエネルギー供給も可能。第4話では光子力研究所への特攻兵器として使用された。『UFOロボ グレンダイザー』第25話に登場する円盤獣と同名。
円盤獣マリマリ
戦略偵察型円盤獣。長距離偵察のため単独で恒星間高速航行が可能で、デュークを追って地球に来るためにマリアが強奪した本作オリジナルの円盤獣。
円盤獣ギロギロ
転圧重機型円盤獣。『UFOロボ グレンダイザー』第22話に登場する円盤獣と同名。
円盤獣コアコア
試製光波円盤獣。『UFOロボ グレンダイザー対グレートマジンガー』に登場する円盤獣と同名。
円盤獣ファルファル
揚陸指揮型円盤獣。円盤型から鳥型に変形する本作オリジナルの円盤獣。ブラッキーが搭乗。
ベガ獣キングバニバニ
統合開発局試製生物兵器（ベガ獣）。ミサゴ、毒蛇、スケーリーフットをベガ合成して誕生したベガ獣。名称は『UFOロボ グレンダイザー』の第54話に登場したベガ獣バニバニより。
ベガ獣キングゴリ
統合開発局試製生物兵器（ベガ獣）。 デラ星に棲む宇宙最大の野生生物ハ・ルークをベガ合成し誕生した最強のベガ獣。名称は『UFOロボ グレンダイザー』の第52話、53話に登場したベガ獣と同一だが、外観は異なる。
テロンバーン
ベガ星連合軍総司令旗艦クインバーン級2番艦。テロンナの座乗艦。
ベガスター
宙域制圧用移動要塞マザーバーン級7番艦。ガンダル指令が率いるベガ星連合軍第七攻撃隊の本拠地であり、多数の円盤獣、ミニフォーを搭載している他、主砲として地球を破壊可能な対惑星攻撃兵器・超ベガ砲を装備する。超ベガ砲は地球を撃とうとした際にグレンダイザーのスクリュークラッシャーパンチで損傷するが、ズリルによって曲射可能な超ベガ曲射砲として修理改良された。
バチスカーフ
ベガ星連合軍駆逐艦マザーシップ級2番艦。グレンダイザーの攻撃で被弾したベガスターから脱出すべくズリルが操縦した大型艦。

### その他の兵器
機械獣ダブラスM2
武装勢力HELLの機械獣。第1話冒頭で不時着したグレンダイザーを捜索していたさやかを強襲した直後、マジンガーZに撃破される。『マジンガーZ』の第1話、第2話に登場した機械獣とほぼ同型。

## スタッフ
- 原作 - 永井豪[3][13]
- 総監督 - 福田己津央[3][13]
- 監督 - 久藤瞬[13]
- 副監督 - 二宮壮史
- シリーズ構成 - 大河内一楼[3][13]
- キャラクターデザイン - 貞本義行[3][13]
- サブキャラクターデザイン - アラキマリ[13]
- メカニカルデザイン - 稲田航[13]、AF_KURO[13]、阿久津潤一[13]
- デザインワークス - ピナケス[13]、青木智由紀[13]、禅芝[13]、吉永真人[13]
- メインアニメーター - 大河広行[13]、橋本敬史[13]、山根理宏[13]、吉田徹[13]
- プロップデザイン - 禅芝
- 美術監督 - 加藤浩[13]、坂上裕文[13]
- 美術設定 - 加藤浩、浅見由一
- 色彩設計 - 𠮷村智恵[13]
- 撮影監督 - 臼田睦[13]
- 編集 - 坂本久美子
- 音響監督 - 長崎行男[13]
- 音響効果 - 和田俊哉[13]、宅間麻姫[13]
- 音楽 - 田中公平[3][13]
- 音楽制作 - ポニーキャニオン[13]
- 音楽プロデューサー - 高畑裕一郎
- チーフプロデューサー - 柏木豊
- プロデューサー - 内藤賢一、和田野千尋、末田裕美、吉崎邦法、立野智弘
- アニメーションプロデューサー - 吉田啓祐
- アニメーション制作 - GAINA[13]
- 製作 - Project GrendizerU

## 主題歌
「会心ノ一撃」
GLAYによるオープニングテーマ。作詞・作曲はHISASHI、 編曲はGLAYとYOW-ROW。
「Protect You」
BAND-MAIDによるエンディングテーマ。作詞は小鳩ミク、作曲・編曲はBAND-MAID。
「愛のうた」
ナイーダ・バロン(佐倉綾音)による第4話エンディングテーマ。作詞はマイクスギヤマ、作・編曲は田中公平。

## 各話リスト
| 話数   | サブタイトル           | 脚本       | 絵コンテ            | 演出                  | 作画監督 | メカ作画監督                    | 総作画監督              | 初放送日      |
| ------ | ---------------------- | ---------- | ------------------- | --------------------- | --- | ------------------------------- | ----------------------- | ------------- |
| 第1話  | 砂漠に出会う二つの星   | 大河内一楼 | 久藤瞬              | 久藤瞬                | 清丸悟 加藤春奈                                                                                                | 山根理宏 大河広行               | 清丸悟                  | 2024年 7月6日 |
| 第2話  | 星の伝説               | 大河内一楼 | 榎本明広            | 嵯峨敏 久藤瞬         | Park jingwang O Duhyeong Kang Jisu I Yeongmi                                                                   | 山根理宏                        | 香川久                  | 7月13日       |
| 第3話  | 紅蓮の怒り             | 大河内一楼 | 久藤瞬 金澤洪充     | 二宮壮史              | 高原修司 岩渕泰大 をがわゐちろを 池森絵美                                                                      | 山根理宏                        | 小野早香                | 7月20日       |
| 第4話  | 大空に輝く愛の花       | 樋口達人   | 柳沢テツヤ          | 球野たかひろ 金澤洪充 | 増田俊介 南方麻奈美 をがわゐちろを 吉田徹 岩渕泰大 S.H.Park H.S.Choi E.K.Cho J.Y.Heo                           | 山根理宏                        | 小野早香                | 7月27日       |
| 第5話  | マリアが来た！         | 大河内一楼 | 榎本明広            | 二宮壮史              | 岩渕泰大 加藤春奈 H.S.Choi J.W.Kim S.K.Im E.J.Park E.K.Cho                                                     | 山根理宏                        | -                       | 8月3日        |
| 第6話  | 二人の王女             | 樋口達人   | 佐藤千春            | 佐藤千春              | 佐藤千春 | -                               | -                       | 8月10日       |
| 第7話  | 彼方より来たる         | 樋口達人   | 渡邊哲哉            | 渡邊哲哉              | Kang Jisu Lee Seokyun Lee Yungmi O Seunghun Zhou Jing Haung Hua Fan Dong dong Sun Jiwei Wei Xu Long 岩渕泰大   | 大河広行                        | -                       | 8月17日       |
| 第8話  | 浅草の邂逅             | 大河内一楼 | 金澤洪充            | 住永やすし            | E.J.Park E.K.Cho H.S.Choi J.W.Kim S.H.Park S.K.Im 范冬冬 孙继伟 魏旭龙 岩渕泰大                                | 山根理宏                        | -                       | 8月24日       |
| 第9話  | 光を覆う闇             | 大河内一楼 | 柳沢テツヤ          | 住永やすし            | Min hyun sook An Min mi 岩渕泰大 當するめ                                                                      | 山根理宏                        | -                       | 8月31日       |
| 第10話 | 立ち上がるエックス     | 大河内一楼 | 金澤洪充            | 渡邊哲哉              | S.H.Park H.S.Choi J.W.Kim J.Y.Heo J.Y.Park Fan Dongdong Sun Jiwei Wei Xu Long 加藤春奈 岩渕泰大 をがわゐちろを | 山根理宏                        | 小野早香                | 9月7日        |
| 第11話 | テロンナ               | 大河内一楼 | 久藤瞬 金澤洪充     | 須永賴太              | Zhou Jing Huang Hua Yang Tongcheng Won Mi-na Park Soon Ok Lim Yeohee Kim Ji eun 岩渕泰大                       | 稲田航                          | 小野早香                | 9月14日       |
| 第12話 | ルビーナ               | 樋口達人   | 柳沢テツヤ          | 布施木一喜 住永やすし | STUDIO MASSKET Lu Laforte Fan Dongdong Sun Jiwei Wei Xu Long                                                   | 山根理宏 東賢太郎 forfreedo     | -                       | 9月21日       |
| 第13話 | 美しきこの地球のために | 樋口達人   | 柳沢テツヤ 金澤洪充 | 久藤瞬                | アラキマリ Kim Ji Eun Park Soon Ok Lim Yeo Hee Won Mi Na Lee Se Jong Shin Na La                                | 山根理宏 吉田徹 東賢太郎 稲田航 | をがわゐちろを 山田桃子 | 9月28日       |

## 放送局
| 放送期間                | 放送時間                     | 放送局       | 対象地域   | 備考                                 |
| ----------------------- | ---------------------------- | ------------ | ---------- | ------------------------------------ |
| 2024年7月6日 - 9月28日  | 土曜 1:23 - 1:53（金曜深夜） | テレビ東京   | 関東広域圏 |                                      |
| 2024年7月11日 - 10月3日 | 木曜 0:30 - 1:00（水曜深夜） | BSテレ東     | 日本全域   | BS放送                               |
|                         | 木曜 21:30 - 22:00           | AT-X         | 日本全域   | CS放送 / 字幕放送 / リピート放送あり |
| 2024年7月27日 -         | 土曜 23:00 - 23:30           | アニマックス | 日本全域   | CS放送                               |

| 配信開始日    | 配信時間                   | 配信サイト | 備考           |
| ------------- | -------------------------- | --- | -------------- |
| 2024年7月6日  | 土曜 2:00（金曜深夜） 更新 | Prime Video | 見放題先行配信 |
| 2024年7月10日 | 水曜 2:00（火曜深夜） 更新 | ABEMA auスマートパスプレミアム バンダイチャンネル dアニメストア DMM TV FOD Hulu J:COM STREAM 見放題 Lemino milplus TELASA U-NEXT | 見放題配信     |
|               |                            | Prime Video バンダイチャンネル クランクイン!ビデオ J:COM STREAM milplus Rakuten TV TELASA Video Market                           | 都度課金配信   |

## コミカライズ
『グレンダイザーU ジ・インセプション』のタイトル、8KEYによる作画で、ウェブコミック配信サイト「コミプレ」にて2024年6月28日より配信開始。テレビアニメ版の前日譚からの物語が描かれる。
- 永井豪（原作）、8KEY（作画） 『グレンダイザーU ジ・インセプション』 ヒーローズ〈ヒーローズコミックス〉、既刊1巻（2024年8月16日現在）
  1. 2024年8月16日発売[31]、ISBN 978-4-86468-267-1

## ゲーム
スーパーロボット大戦DD
2019年8月より配信されているiOS / Android用アプリゲーム。
2024年11月20日のアップデートより追加参戦。